# Microsargane procera
Microsargane procera är en insektsart som beskrevs av Victor Lallemand 1927. Microsargane procera ingår i släktet Microsargane och familjen spottstritar. Inga underarter finns listade i Catalogue of Life.